# Navalpino
Navalpino è un comune spagnolo di 235 abitanti situato nella comunità autonoma di Castiglia-La Mancia.